# Präfekturparlamentswahl in Tokio 2021
Die Präfekturparlamentswahl in Tokio 2021 (Reiwa 3-nen/2021-nen Tōkyō togikai giin senkyo, jap. 令和3年/2021年東京都議会議員選挙) zum Präfekturparlament von Tokio, Japans bevölkerungsreichster Präfektur, fand am 4. Juli 2021 statt. Die amtliche Bekanntmachung (告示 kokuji =gesetzlicher Wahlkampfbeginn, Meldeschluss für Kandidaten, Möglichkeit zur vorzeitigen Abstimmung ab dem Folgetag) erfolgte am 25. Juni. Das Mandat der bei der letzten allgemeinen Wahl 2017 bzw. bei späteren Nachwahlen gewählten Abgeordneten läuft am 22. Juli aus. Am gleichen Tag wie die Präfekturparlamentswahl fand die Bürgermeisterwahl in Kokubunji statt, drei Wochen vorher die Stadtparlamentswahl in Akiruno.
Zur Wahl standen die 127 Abgeordneten des Präfekturparlaments Tokio durch nicht übertragbare Einzelstimmgebung in 42 Wahlkreisen, deren Grenzen weitgehend denen der kreisfreien Städte, Bezirke, Städte und Dörfer in Tokio entsprechen. Zwei 2020 beschlossene Wahlkreisanpassungen werden dabei erstmals wirksam: Der Wahlkreis Nerima-ku wird von sechs auf sieben Mandate vergrößert, der Wahlkreis Ōta-ku schrumpft von acht auf sieben. Ein Wahlergebnis, das im Wahlkreis Stadt Kodaira, stand bereits zur Bekanntmachung ohne Abstimmung fest, weil es für die dortigen zwei Sitze nur zwei Kandidaten gab.
Wesentlich für den Wahlausgang war die Frage, ob die Unterstützer von Gouverneurin Yuriko Koike, also ihre Präfekturpartei Tomin First no Kai und kleinere Verbündete, eine Mehrheit gewinnen. Die eigentliche Haupt„oppositionspartei“ in der Präfektur, die auf Nationalebene regierende Liberaldemokratische Partei (LDP), hatte bei der letzten Parlamentswahl 2017 ihr historisch schlechtestes Wahlergebnis erzielt, aber bei der Gouverneurswahl 2020 praktisch Koikes Wiederwahl unterstützt. Überschattet wurde die Wahl von der COVID-19-Pandemie, den verschobenen, nun kurz nach der Wahl angesetzten Olympischen Sommerspielen 2020 und der spätestens im Herbst fälligen nationalen Unterhauswahl 2021.

## Nominierung
Insgesamt bewarben sich 271 Kandidaten für die 127 Sitze, darunter 77 Frauen.
| Partei | Partei                                     | Bisherige Abgeordnete | Kandidaten            | Kandidaten            | Kandidaten  | Kandidaten | Kandidaten |
| Partei | Partei                                     | Bisherige Abgeordnete | bisherige Abgeordnete | ehemalige Abgeordnete | Neubewerber | Summe      | (Frauen)   |
| ------ | ------------------------------------------ | --------------------- | --------------------- | --------------------- | ----------- | ---------- | ---------- |
|        | Tomin First no Kai (Tomin)                 | 46                    | 42                    | 0                     | 5           | 47         | (18)       |
|        | Liberaldemokratische Partei (LDP)          | 25                    | 22                    | 15                    | 23          | 60         | (9)        |
|        | Kōmeitō (Kōmei)                            | 23                    | 17                    | 0                     | 6           | 23         | (3)        |
|        | Kommunistische Partei Japans (KPJ)         | 18                    | 16                    | 1                     | 14          | 31         | (18)       |
|        | Konstitutionell-Demokratische Partei (KDP) | 8                     | 7                     | 2                     | 19          | 28         | (8)        |
|        | Tōkyō Seikatsusha Network (Net)            | 1                     | 0                     | 1                     | 2           | 3          | (3)        |
|        | Nippon Ishin no Kai (Ishin)                | 1                     | 0                     | 2                     | 11          | 13         | (3)        |
|        | Demokratische Volkspartei (DVP)            | 0                     | 0                     | 3                     | 1           | 4          | (0)        |
|        | Arashi no tō (Arashi)                      | 0                     | 0                     | 0                     | 2           | 2          | (0)        |
|        | Reiwa Shinsengumi (ReiShin)                | 0                     | 0                     | 0                     | 3           | 3          | (3)        |
|        | Sonstige                                   | 0                     | 0                     | 0                     | 27          | 27         | (3)        |
|        | Unabhängige                                | 4                     | 4                     | 1                     | 25          | 30         | (9)        |
| Summe  | Summe                                      | 126 (1 Vakanz)        | 108                   | 25                    | 138         | 271        | (77)       |

## Ergebnis
Die Wahlbeteiligung sank auf 42,39 %, den zweitniedrigsten Wert jemals. Nach Gemeinden rangierte sie zwischen 31,23 % in der Stadt Mizuho und 76,61 % im Dorf Toshima.
Nach vorläufigem Endergebnis ergibt sich folgendes Ergebnis: Die LDP konnte zwar einige Sitze hinzugewinnen und mit insgesamt 33 Sitzen stärkste Partei werden, was aber immer noch ihr historisch zweitschlechtestes Ergebnis nach 2017 ist. Tomin First verzeichnete klare Verluste, liegt aber mit insgesamt 31 Sitzen nur knapp hinter der LDP. Alle 23 Kandidaten der Kōmeitō wurden gewählt, die KPJ verteidigte mit 19 Sitzen ihr historisch relativ gutes Ergebnis von 2017, die KDP erzielte mit 15 Sitzen klare Zugewinne, bleibt aber nur fünfte Kraft. Ishin und Net gewannen je einen Sitz, vier Sitze gingen an Unabhängige. Die auf nationaler Ebene regierenden Parteien LDP und Kōmeitō, die bei der Präfekturparlamentswahl 2021 anders als 2017 auch in Tokio wieder bei der Nominierung kooperierten, verpassten eine absolute Mehrheit deutlich.
Die Zahl der gewählten Frauen erreichte mit 41 einen neuen Höchststand.
| Partei                                                                            | Partei                                                                            | Kandidaten                                                                        | Bestrittene Wahlkreise                                                            | Stimmen       | Anteil   | Sitze | Sitze    | Änderung    |
| Partei                                                                            | Partei                                                                            | Kandidaten                                                                        | Bestrittene Wahlkreise                                                            | Stimmen       | Anteil   |       | (Frauen) | Änderung    |
| --------------------------------------------------------------------------------- | --------------------------------------------------------------------------------- | --------------------------------------------------------------------------------- | --------------------------------------------------------------------------------- | ------------- | -------- | ----- | -------- | ----------- |
|                                                                                   | Liberaldemokratische Partei (LDP)                                                 | 60                                                                                | 42 (100 %)                                                                        | 1.192.796,997 | 25,69 %  | 33    | (4)      | +8          |
|                                                                                   | Tomin First no Kai (Tomin)                                                        | 47                                                                                | 39 (93 %)                                                                         | 1.034.778,100 | 22,28 %  | 31    | (12)     | −14         |
|                                                                                   | Kōmeitō (Kōmei)                                                                   | 23                                                                                | 21 (50 %)                                                                         | 630.810,000   | 13,58 %  | 23    | (3)      | 0           |
|                                                                                   | Kommunistische Partei Japans (KPJ)                                                | 31                                                                                | 31 (74 %)                                                                         | 630.158,624   | 13,57 %  | 19    | (14)     | +1          |
|                                                                                   | Konstitutionell-Demokratische Partei (KDP)                                        | 28                                                                                | 27 (64 %)                                                                         | 573.086,899   | 12,34 %  | 15    | (4)      | +7          |
|                                                                                   | Nippon Ishin no Kai (Ishin)                                                       | 13                                                                                | 13 (31 %)                                                                         | 165.850,552   | 3,57 %   | 1     | (0)      | 0           |
|                                                                                   | Tōkyō Seikatsusha Network (Net)                                                   | 3                                                                                 | 3 (7 %)                                                                           | 61.070,580    | 1,32 %   | 1     | (1)      | 0           |
|                                                                                   | Reiwa Shinsengumi (ReiShin)                                                       | 3                                                                                 | 3 (7 %)                                                                           | 37.299,000    | 0,80 %   | 0     | (0)      | 0           |
|                                                                                   | Demokratische Volkspartei (DVP)                                                   | 4                                                                                 | 4 (10 %)                                                                          | 31.101,419    | 0,62 %   | 0     | (0)      | 0           |
|                                                                                   | Arashi no tō (Arashi)                                                             | 2                                                                                 | 2 (5 %)                                                                           | 2.028,000     | 0,04 %   | 0     | (0)      | 0           |
|                                                                                   | Sonstige                                                                          | 27                                                                                | 16 (38 %)                                                                         | 48.788,000    | 1,05 %   | 0     | (0)      | 0           |
|                                                                                   | Unabhängige                                                                       | 30                                                                                | 21 (50 %)                                                                         | 235.888,822   | 5,08 %   | 4     | (3)      | −1          |
| Summe                                                                             | Summe                                                                             | 271                                                                               | 42 (100 %)                                                                        | 4.643.656,993 | 100,00 % | 127   | (41)     | +1 (Vakanz) |
| Kumulierte Rundungsfehler der Bruchteilstimmen                                    | Kumulierte Rundungsfehler der Bruchteilstimmen                                    | Kumulierte Rundungsfehler der Bruchteilstimmen                                    | Kumulierte Rundungsfehler der Bruchteilstimmen                                    | 0,007         | 0,00 %   |       |          |             |
| Ungültige Stimmen, mitgenommene Stimmzettel, nicht akzeptierte Stimmen            | Ungültige Stimmen, mitgenommene Stimmzettel, nicht akzeptierte Stimmen            | Ungültige Stimmen, mitgenommene Stimmzettel, nicht akzeptierte Stimmen            | Ungültige Stimmen, mitgenommene Stimmzettel, nicht akzeptierte Stimmen            | 85.827,000    | 1,81 %   |       |          |             |
| Wahlbeteiligung von 11.157.715 Wahlberechtigten (in 41 Wahlkreisen, ohne Kodaira) | Wahlbeteiligung von 11.157.715 Wahlberechtigten (in 41 Wahlkreisen, ohne Kodaira) | Wahlbeteiligung von 11.157.715 Wahlberechtigten (in 41 Wahlkreisen, ohne Kodaira) | Wahlbeteiligung von 11.157.715 Wahlberechtigten (in 41 Wahlkreisen, ohne Kodaira) | 4.729.484,000 | 42,39 %  |       |          |             |

### Nach Wahlkreis
| Wahlkreis                  | Mandatszahl | Summe Kandidaten | Gewählte Abgeordnete/KandidatenWahlempfehlungen, Unterstützerparteien | Gewählte Abgeordnete/KandidatenWahlempfehlungen, Unterstützerparteien | Gewählte Abgeordnete/KandidatenWahlempfehlungen, Unterstützerparteien | Gewählte Abgeordnete/KandidatenWahlempfehlungen, Unterstützerparteien | Gewählte Abgeordnete/KandidatenWahlempfehlungen, Unterstützerparteien | Gewählte Abgeordnete/KandidatenWahlempfehlungen, Unterstützerparteien | Gewählte Abgeordnete/KandidatenWahlempfehlungen, Unterstützerparteien | Gewählte Abgeordnete/KandidatenWahlempfehlungen, Unterstützerparteien | Gewählte Abgeordnete/KandidatenWahlempfehlungen, Unterstützerparteien | Gewählte Abgeordnete/KandidatenWahlempfehlungen, Unterstützerparteien | Gewählte Abgeordnete/KandidatenWahlempfehlungen, Unterstützerparteien | Gewählte Abgeordnete/KandidatenWahlempfehlungen, Unterstützerparteien |
| -------------------------- | ----------- | ---------------- | --------------------------------------------------------------------- | --------------------------------------------------------------------- | --------------------------------------------------------------------- | --------------------------------------------------------------------- | --------------------------------------------------------------------- | --------------------------------------------------------------------- | --------------------------------------------------------------------- | --------------------------------------------------------------------- | --------------------------------------------------------------------- | --------------------------------------------------------------------- | --------------------------------------------------------------------- | --------------------------------------------------------------------- |
| Wahlkreis                  | Mandatszahl | Summe Kandidaten | Tomin                                                                 | LDP                                                                   | Kōmei                                                                 | KPJ                                                                   | KDP                                                                   | Net                                                                   | Ishin                                                                 | DVP                                                                   | Arashi                                                                | ReiShin                                                               | Sonst.                                                                | Unabh.                                                                |
| Chiyoda                    | 1           | 4                | 1/1                                                                   | 0/1Kōmei                                                              |                                                                       | 0/1                                                                   |                                                                       |                                                                       |                                                                       |                                                                       |                                                                       |                                                                       |                                                                       | 0/1                                                                   |
| Chūō                       | 1           | 4                | 0/1                                                                   | 1/1Kōmei                                                              |                                                                       |                                                                       | 0/1                                                                   |                                                                       | 0/1                                                                   |                                                                       |                                                                       |                                                                       |                                                                       |                                                                       |
| Minato                     | 2           | 8                | 1/1                                                                   | 1/1Kōmei                                                              |                                                                       | 0/1                                                                   | 0/1                                                                   |                                                                       | 0/1                                                                   |                                                                       |                                                                       |                                                                       | 0/1                                                                   | 0/2                                                                   |
| Shinjuku                   | 4           | 11               | 1/1                                                                   | 1/2                                                                   | 1/1                                                                   | 1/1                                                                   | 0/1SDP                                                                |                                                                       | 0/1                                                                   |                                                                       |                                                                       |                                                                       | 0/3                                                                   | 0/1                                                                   |
| Bunkyō                     | 2           | 3                | 1/1                                                                   | 0/1Kōmei                                                              |                                                                       | 1/1                                                                   |                                                                       |                                                                       |                                                                       |                                                                       |                                                                       |                                                                       |                                                                       |                                                                       |
| Taitō                      | 2           | 7                | 1/2                                                                   | 1/1Kōmei                                                              |                                                                       | 0/1                                                                   |                                                                       |                                                                       | 0/1                                                                   |                                                                       |                                                                       |                                                                       | 0/1                                                                   | 0/1                                                                   |
| Sumida                     | 3           | 6                | 1/1                                                                   | 1/2                                                                   | 1/1                                                                   | 0/1                                                                   |                                                                       |                                                                       |                                                                       | 0/1                                                                   |                                                                       |                                                                       |                                                                       |                                                                       |
| Kōtō                       | 4           | 8                | 1/1                                                                   | 1/2                                                                   | 1/1                                                                   | 1/1                                                                   | 0/1Net                                                                |                                                                       | 0/1                                                                   |                                                                       |                                                                       |                                                                       | 0/1                                                                   |                                                                       |
| Shinagawa                  | 4           | 8                | 0/1                                                                   | 0/2                                                                   | 1/1                                                                   | 1/1                                                                   | 1/1Net                                                                |                                                                       |                                                                       |                                                                       |                                                                       |                                                                       | 0/1                                                                   | 1/1                                                                   |
| Meguro                     | 3           | 7                | 1/1                                                                   | 0/2                                                                   | 1/1                                                                   | 0/1                                                                   | 1/1Net                                                                |                                                                       |                                                                       |                                                                       |                                                                       |                                                                       |                                                                       | 0/1                                                                   |
| Ōta                        | 7 (−1)      | 15               | 1/2                                                                   | 1/3                                                                   | 2/2                                                                   | 1/1                                                                   | 1/1SDP, Net                                                           |                                                                       | 1/1                                                                   | 0/1                                                                   |                                                                       |                                                                       | 0/2                                                                   | 0/2                                                                   |
| Setagaya                   | 8           | 18               | 1/2                                                                   | 3/3                                                                   | 1/1                                                                   | 1/1                                                                   | 2/21×SDP                                                              | 0/1KDP                                                                | 0/1                                                                   | 0/1                                                                   |                                                                       | 0/1                                                                   | 0/2                                                                   | 0/3                                                                   |
| Shibuya                    | 2           | 5                | 1/2                                                                   | 0/1Kōmei                                                              |                                                                       |                                                                       | 1/1                                                                   |                                                                       |                                                                       |                                                                       |                                                                       |                                                                       |                                                                       | 0/1                                                                   |
| Nakano                     | 3           | 5                | 1/1                                                                   | 0/1                                                                   | 1/1                                                                   |                                                                       | 1/1Net                                                                |                                                                       |                                                                       |                                                                       |                                                                       |                                                                       |                                                                       | 0/1                                                                   |
| Suginami                   | 6           | 12               | 1/2                                                                   | 2/2                                                                   | 1/1                                                                   | 1/1                                                                   | 1/1                                                                   | 0/1KDP                                                                | 0/1                                                                   |                                                                       |                                                                       | 0/1                                                                   | 0/2                                                                   |                                                                       |
| Toshima                    | 3           | 6                | 1/1                                                                   | 0/1                                                                   | 1/1                                                                   | 1/1                                                                   |                                                                       |                                                                       |                                                                       |                                                                       | 0/1                                                                   |                                                                       |                                                                       | 0/1                                                                   |
| Kita                       | 3           | 5                | 0/1                                                                   | 1/1                                                                   | 1/1                                                                   | 1/1                                                                   |                                                                       |                                                                       | 0/1                                                                   |                                                                       |                                                                       |                                                                       |                                                                       | 0/1                                                                   |
| Arakawa                    | 2           | 6                | 1/1                                                                   | 0/1                                                                   | 1/1                                                                   | 0/1                                                                   |                                                                       |                                                                       |                                                                       |                                                                       |                                                                       |                                                                       | 0/1                                                                   | 0/1                                                                   |
| Itabashi                   | 5           | 10               | 1/1                                                                   | 1/2                                                                   | 1/1                                                                   | 1/1                                                                   | 1/1SDP                                                                |                                                                       | 0/1                                                                   |                                                                       |                                                                       |                                                                       |                                                                       | 0/3                                                                   |
| Nerima                     | 7 (+1)      | 14               | 2/2                                                                   | 2/3                                                                   | 1/1                                                                   | 1/1SDP                                                                | 1/1SDP                                                                |                                                                       | 0/1                                                                   |                                                                       | 0/1                                                                   |                                                                       | 0/1Arashi                                                             | 0/31×(KDP, SDP, Net)                                                  |
| Adachi                     | 6           | 11               | 1/2                                                                   | 2/2                                                                   | 2/2                                                                   | 1/1                                                                   | 0/1                                                                   |                                                                       |                                                                       |                                                                       |                                                                       | 0/1                                                                   | 0/2                                                                   |                                                                       |
| Katsushika                 | 4           | 13               | 1/1                                                                   | 1/2                                                                   | 1/1                                                                   | 1/1                                                                   | 0/1Net                                                                |                                                                       |                                                                       |                                                                       |                                                                       |                                                                       | 0/51×Arashi                                                           | 0/2                                                                   |
| Edogawa                    | 5           | 8                | 1/1                                                                   | 1/2                                                                   | 1/1                                                                   | 1/1                                                                   | 0/1Net                                                                |                                                                       | 0/1                                                                   |                                                                       |                                                                       |                                                                       |                                                                       | 1/1                                                                   |
| Hachiōji                   | 5           | 10               | 0/2                                                                   | 2/2                                                                   | 1/1                                                                   | 1/1                                                                   | 1/1SDP, Net                                                           |                                                                       | 0/1                                                                   |                                                                       |                                                                       |                                                                       | 0/2                                                                   |                                                                       |
| Tachikawa                  | 2           | 3                | 0/1                                                                   | 1/1Kōmei                                                              |                                                                       |                                                                       | 1/1Net                                                                |                                                                       |                                                                       |                                                                       |                                                                       |                                                                       |                                                                       |                                                                       |
| Musashino                  | 1           | 4                | 0/1                                                                   | 0/1Kōmei                                                              |                                                                       |                                                                       | 1/1SDP, Net                                                           |                                                                       |                                                                       |                                                                       |                                                                       |                                                                       | 0/1                                                                   |                                                                       |
| Mitaka                     | 2           | 3                | 1/1                                                                   | 0/1Kōmei                                                              |                                                                       |                                                                       | 1/1Net                                                                |                                                                       |                                                                       |                                                                       |                                                                       |                                                                       |                                                                       |                                                                       |
| Ōme                        | 1           | 2                | 1/1                                                                   | 0/1Kōmei                                                              |                                                                       |                                                                       |                                                                       |                                                                       |                                                                       |                                                                       |                                                                       |                                                                       |                                                                       |                                                                       |
| Fuchū                      | 2           | 3                |                                                                       | 1/1Kōmei                                                              |                                                                       | 0/1                                                                   |                                                                       |                                                                       |                                                                       |                                                                       |                                                                       |                                                                       |                                                                       | 1/1                                                                   |
| Akishima                   | 1           | 3                | 1/1                                                                   | 0/1Kōmei                                                              |                                                                       | 0/1SDP                                                                |                                                                       |                                                                       |                                                                       |                                                                       |                                                                       |                                                                       |                                                                       |                                                                       |
| Machida                    | 4           | 9                | 1/1                                                                   | 1/2                                                                   | 1/1                                                                   | 1/1                                                                   | 0/1Net                                                                |                                                                       |                                                                       |                                                                       |                                                                       |                                                                       | 0/1                                                                   | 0/21×SDP                                                              |
| Koganei                    | 1           | 3                | 0/1                                                                   | 0/1Kōmei                                                              |                                                                       |                                                                       |                                                                       |                                                                       |                                                                       |                                                                       |                                                                       |                                                                       |                                                                       | 1/1KDP, KPJ, SDP, Net                                                 |
| Kodaira (keine Abstimmung) | 2           | 2                |                                                                       | 1/1Kōmei                                                              |                                                                       |                                                                       | 1/1SDP, Net                                                           |                                                                       |                                                                       |                                                                       |                                                                       |                                                                       |                                                                       |                                                                       |
| Hino                       | 2           | 3                | 1/1                                                                   | 0/1Kōmei                                                              |                                                                       | 1/1SDP                                                                |                                                                       |                                                                       |                                                                       |                                                                       |                                                                       |                                                                       |                                                                       |                                                                       |
| Nishi-Tōkyō                | 2           | 4                | 1/1                                                                   | 1/1Kōmei                                                              |                                                                       | 0/1                                                                   | 0/1Net                                                                |                                                                       |                                                                       |                                                                       |                                                                       |                                                                       |                                                                       |                                                                       |
| Nishi-Tama                 | 2           | 5                | 1/1                                                                   | 1/1Kōmei                                                              |                                                                       |                                                                       | 0/1SDP, Net                                                           |                                                                       |                                                                       |                                                                       |                                                                       |                                                                       | 0/1                                                                   | 0/1                                                                   |
| Minami-Tama                | 2           | 4                | 1/1                                                                   | 1/1Kōmei                                                              |                                                                       | 0/1                                                                   | 0/1Net                                                                |                                                                       |                                                                       |                                                                       |                                                                       |                                                                       |                                                                       |                                                                       |
| Kita-Tama 1                | 3           | 5                | 1/1                                                                   | 0/1                                                                   | 1/1                                                                   | 1/1                                                                   | 0/1Net                                                                |                                                                       |                                                                       |                                                                       |                                                                       |                                                                       |                                                                       |                                                                       |
| Kita-Tama 2                | 2           | 4                | 0/1                                                                   | 1/1Kōmei                                                              |                                                                       |                                                                       |                                                                       | 1/1KDP                                                                |                                                                       | 0/1                                                                   |                                                                       |                                                                       |                                                                       |                                                                       |
| Kita-Tama 3                | 3           | 5                | 1/1                                                                   | 1/1                                                                   | 1/1                                                                   | 0/1SDP                                                                | 0/1                                                                   |                                                                       |                                                                       |                                                                       |                                                                       |                                                                       |                                                                       |                                                                       |
| Kita-Tama 4                | 2           | 3                | 0/1                                                                   | 1/1Kōmei                                                              |                                                                       | 1/1SDP                                                                |                                                                       |                                                                       |                                                                       |                                                                       |                                                                       |                                                                       |                                                                       |                                                                       |
| Inseln                     | 1           | 2                |                                                                       | 1/1Kōmei                                                              |                                                                       | 0/1                                                                   |                                                                       |                                                                       |                                                                       |                                                                       |                                                                       |                                                                       |                                                                       |                                                                       |
| Summe                      | 127         | 271              | 31/47                                                                 | 33/60                                                                 | 23/23                                                                 | 19/31                                                                 | 15/28                                                                 | 1/3                                                                   | 1/13                                                                  | 0/4                                                                   | 0/2                                                                   | 0/3                                                                   | 0/27                                                                  | 4/30                                                                  |

Die meisten Wahlkreise sind deckungsgleich mit den gleichnamigen Gemeinden (-ku/-shi/-chō/-son), die Zusammensetzung der Wahlkreise, die nicht deckungsgleich mit Gemeinden sind, ist:
- Nishi-Tama („West-Tama“; wie der gleichnamige Kreis in seiner ursprünglichen Ausdehnung ohne die heutige Stadt Ōme): Fussa, Hamura, Akiruno, Hinohara, Hinode, Mizuho, Okutama
- Minami-Tama („Süd-Tama“; wie der gleichnamige Kreis in seiner letzten Zusammensetzung): Tama, Inagi
- Kita-Tama dai-1 („Nord-Tama #1“; nach dem gleichnamigen Kreis): Higashi-Murayama, Higashi-Yamato, Musashi-Murayama
- Kita-Tama dai-2 („Nord-Tama #2“): Kokubunji, Kunitachi
- Kita-Tama dai-3 („Nord-Tama #3“): Chōfu, Komae
- Kita-Tama dai-4 („Nord-Tama #4“): Kiyose, Higashi-Kurume
- Insularer Teil Tokios: Aogashima, Hachijō, Mikurajima, Miyake, Ogasawara, Kōzushima, Niijima, Ōshima, Toshima